# On Stage Vol. 2
| Recensione | Giudizio |
| ---------- | -------- |
| AllMusic   | [ 1 ]    |

On Stage Vol. 2 è un album discografico Live a nome di Clifford Jordan & The Magic Triangle, pubblicato dall'etichetta discografica SteepleChase Records nel 1978.

## Tracce
Lato A
1. Midnight Waltz – 16:00 (Cedar Walton)
2. Bleecker Street Theme – 1:05 (Cedar Walton)

Lato B
1. I Should Care – 10:10 (Axel Stordahl, Paul Weston, Sammy Cahn)
2. Stella by Starlight – 10:35 (Ned Washington, Victor Young)

Edizione CD del 1992, pubblicato dalla SteepleChase Records (SCCD 31092)
1. Midnight Waltz – 15:59 (Cedar Walton)
2. Bleecker Street Theme – 1:05 (Cedar Walton)
3. I Should Care – 10:09 (Sammy Cahn)
4. Stella by Starlight – 10:25 (Ned Washington, Victor Young)
5. Alias Buster Williams – 4:42 (Billy Higgins) – Bonus Track - Previously Unissued

- Brano I Should Care sul CD della SteepleChase Records è attribuito al solo Sammy Cahn, generalmente il pezzo porta la firma di Axel Stordahl, Paul Weston e Sammy Cahn.

## Musicisti
- Clifford Jordan - sassofono tenore
- Cedar Walton - pianoforte
- Sam Jones - contrabbasso
- Billy Higgins - batteria

Note aggiuntive
- Nils Winther - produttore, remixaggio, fotografia
- Registrato dal vivo al BIM House di Amsterdam, Olanda il 29 marzo 1975
- K. Lakeman - ingegnere delle registrazioni
- Per Grunnet - design copertina
- Chris Sheridan - note album[2]